# カーハンプトン伯爵
カーハンプトン伯爵（カーハンプトンはくしゃく、英: Earl of Carhampton）は、アイルランド貴族の爵位。1785年に創設され、1829年に廃絶した。

## 歴史
ダブリン県ラットレルズタウン城出身で、名誉革命期にジェームズ2世を支持したジャコバイトのヘンリー・ラットレル(c.1655–1717)の次男サイモン・ラットレル(1713–1787)は、1730年に兄の遺産を相続したのち、1755年から1780年までグレートブリテン庶民院議員を務め、1768年10月13日にアイルランド貴族であるダブリン県ラットレルズタウンのアーナム男爵に、1781年1月9日にコーク県キャッスルヘイヴンのカーハンプトン子爵に、1785年6月23日にカーハンプトン伯爵に叙された。爵位名のアーナムはリンカンシャーの地名で、カーハンプトンはサマセット州の地名であり、いずれもラットレル姓の家系の所領だったが、『完全貴族要覧』第2版（1913年）によればサイモン・ラットレルと同じ家系であるとする証拠はない。
2代伯爵ヘンリー・ローズ・ラットレル(1737?–1821)は陸軍軍人で、グレートブリテン庶民院議員も務めた人物であり、ミドルセックス選挙事件でジョン・ウィルクスと敵対した。3代伯爵ジョン・ラットレル(c.1740–1829)もグレートブリテン庶民院議員も務めた人物で、初代ウォルサム男爵ジョン・オルミアス(1711–1762)の娘と結婚し、1786年に「オルミアス」を姓に加えた。しかし嫡子に先立たれ、1829年に死去すると爵位はすべて廃絶した。遺産は3代伯爵の娘フランシス・マリア(1768–1848)とマリア・アン(1799–1861)が相続した。

## カーハンプトン伯爵（1785年）
- 初代カーハンプトン伯爵サイモン・ラットレル（英語版）（1713年 – 1787年）
- 第2代カーハンプトン伯爵ヘンリー・ローズ・ラットレル（英語版）（1737年? – 1821年）
- 第3代カーハンプトン伯爵ジョン・ラットレル＝オルミアス（英語版）（1740年ごろ – 1829年）